# بوفورت-ان-سنتر
بوفورت-ان-سنتر (به فرانسوی: Beaufort-en-Santerre) یک کمون (فرانسه) در فرانسه است که در canton of Rosières-en-Santerre واقع شده‌است. بوفورت-ان-سنتر ۴٫۵۹ کیلومتر مربع مساحت دارد ۹۰ متر بالاتر از سطح دریا واقع شده‌است.